# Jlij
Jlij (àrab: جزيرة جليج, jazīrat Jlīj) és una petita illa deshabitada del golf de Boughrara, situada al sud de l'illa de Gerba, a la governació de Médenine, Tunísia. Té una extensió de 149,29 ha i dista 3 km de la costa. Al sud té dos illots minúsculs, sense nom, amb una extensió de 1,43 ha i 0,28 ha. Tant l'illa com els illots tenen la superfície sorrenca. Tot i l'aridesa de l'illa, s'hi han localitzat quatre espècies de sargantanes i serps: Chalcides ocellatus, Acanthodactylus boskianus, Mesalina olivieri i Malpolon insignitus.
L'illa dona nom a l'Associació Jlil pel Medi Marí, una associació de l'illa de Jerba dedicada a la protecció del medi marí i la biodiversitat.